# The lady is a champ
The lady is a champ is een muziekalbum van Patricia Paay uit 1977. Het werd geproduceerd door Jaap Eggermont. Het is de opvolger van het rockalbum Beam of light en ze sloeg met dit album de richting in van de discomuziek.
Het album bereikte plaats 9 in de Albumlijst. Er staan enkele van haar grootste hits uit haar solocarrière op, Who's that lady with my man en Livin' without you, die op respectievelijk nummer 2 en 5 van de Nederlandse Top 40 belandden.

## Nummers
| Nr. | naam                         | schrijver                                                                              | duur |
| --- | ---------------------------- | -------------------------------------------------------------------------------------- | ---- |
| A1  | Livin' without you           | Aart Mol, Cees Bergman, Geertjan Hessing, Erwin van Prehn en Elmer Veerhoff (Catapult) | 2:56 |
| A2  | The love of a woman          | Barry Gibb                                                                             | 3:35 |
| A3  | Everlasting love             | Buzz Cason en Mac Gayden                                                               | 3:10 |
| A4  | The world I threw away       | Neil Sedaka                                                                            | 2:55 |
| A5  | Now (is the moment)          | Dave Berry en Douglas Hodson                                                           | 3:49 |
| A6  | Love takes up my mind        | Patricia Paay, Wim van der Stelt                                                       | 3:40 |
| B1  | Who's that lady with my man  | Roberto Danova, Gavin Dare en David Howman                                             | 3:20 |
| B2  | Poor Jeremy                  | Stu Phillips                                                                           | 2:30 |
| B3  | Sebastian                    | Steve Harley                                                                           | 4:25 |
| B4  | Jolene                       | Dolly Parton                                                                           | 2:50 |
| B5  | Some day my prince will come | Frank Churchill en Larry Morey                                                         | 3:54 |